# American Eagle Outfitters
American Eagle Outfitters, (NYSE: AEO), är ett amerikanskt klädföretag, som är baserat i Pittsburgh, Pennsylvania. Det grundades 1977 av Mark och Jerry Silverman som ett dotterbolag till Retail Ventures Inc, men börsnoterades sedan.
American Eagles (även benämnt Am. Eagle, A.E.O, Amer. Eagle, A.E., æ, och A.E. Outfitters) målgrupp är tonåringar och unga vuxna. Några av de mest sålda produkterna i American Eagle Outfitters sortiment är Low-rise jeans, Pikétröjor, Grafiska T-shirts (med AE logotyp och eller liknande) och badbyxor.

## Företagets utveckling
När Silvermans för första gången öppnade en American Eagle Outfitters butik år 1977, var det för att diversifiera sin herrklädsverksamhet. Butiker växte fram i olika köpcentrum och en katalog upprättades. Kedjan växte mycket under 1980-talet. Under året 1989 beslutade ägarna till butikskedjan att fokusera endast på AE och sålde sina andra butikskedjor. Samma år fanns det 137 American Eagle Outfitters butiker inklusive 37 i USA.
Trots planerna för snabb tillväxt efter omorganisationen, öppnade American Eagle Outfitters endast 16 nya butiker under 1991 samtidigt som företaget förlorade pengar. På grund av detta köpte Schottensteins, som hade 50% ägare av kedjan sedan 1980, de återstående av Silverman. Denna förändring i ledarskap resulterade i att American Eagle hitta sin nuvarande nisch: casual kläder för män och kvinnor som säljer private label kläder. AE öppnade första kanadensiska butik 2001.
När företagets aktie börjades handlas på NASDAQ-börsen under andra kvartalet 1994 hade man 167 butiker och ett hälsosamt kassaflöde. Med kontanter man fick från börsintroduktionen öppnade bolaget mer än 90 nya butiker under nästa år. Flera nya chefer började på företaget 1995 och '96, som ledde till en förändring i målet demografiska. Företaget ville nu nå fler kvinnor och fokus på människor i åldrarna 15 och 25.
Strategin fungerade, och under de kommande fem åren, ökade intäkter till 1 miljard dollar år 2000. American Eagle hade 1101 butiker över tre varumärken (American Eagle Outfitters, Aerie, och Martin + Osa) i november 2008 och $ 3 miljarder i intäkter för det senaste räkenskapsåret, 2008.

## Butik
Butiken är ljus jämfört med sina konkurrenter Abercrombie & Fitch eller Hollister Co Kläderna placeras på vita trähyllor, bord, eller klädhängare. American Eagle's slogan är "Live Your Life".

## Internet
År 1999 kunde företaget köpa sina initialer AE.com, som domännamn. Endast ett fåtal företag i världen kan använda sina egna akronym som en Internet-adress.. AE Online-butiken fraktar internationellt, bland annat till Sverige.

## Franchisetagare
I juni 2009 har företaget undertecknat ett avtal med franchisetagaren  M. H. Alshaya, en av de ledande återförsäljare i Mellanöstern.